# Custanza I của Sicilia
Custanza I của Sicilia (2 tháng 11 năm 1154 – 27 tháng 11 năm 1198)  là Nữ vương Sicilia từ năm 1194 cho đến khi qua đời và là Hoàng hậu La Mã Thần thánh từ năm 1191 đến năm 1197 với tư cách là vợ của Heinrich VI của Thánh chế La Mã.